# Willy Boers
Willy Herman Friederich Boers (Amsterdam, 13 oktober 1905 - aldaar, 13 mei 1978) was een Nederlands schilder en een van de vernieuwers van na de Tweede Wereldoorlog.

## Jeugd en start
Willy Boers stamde uit een Nederlands-Duitse bankiersfamilie. Na zijn school niet afgemaakt te hebben, volgde hij een opleiding tot restaurator. Hij weigerde om zijn vaders verzekeringsmaatschappij over te nemen en werd in plaats daarvan kunstschilder. Hij was van oorsprong restaurator van schilderijen, als kunstenaar was hij autodidact.

## Leven en werk
Hij begon in de jaren dertig in een realistische stijl, verwant aan de Nieuwe Zakelijkheid. Naast schilder was hij onder meer ook tekenaar en beeldhouwer. Hij maakte zowel portretten, landschappen, stadsgezichten en stillevens als non-figuratief werk. Hij signeerde zijn werk met 'WBoers'.
Boers was tot 1940 lid van de Haagse Kunstkring en van 1929 tot 1941 van de Amsterdamse kunstenaarsvereniging De Onafhankelijken. Het werk van Boers na 1945 was volledig abstract geworden met duidelijke invloeden van Kandinsky. Naast rasschilder was hij ook een begaafd auteur, die een groot aantal verhelderende stukken over abstracte kunst schreef. In 1946 was hij samen met Ger Gerrits oprichter van de groep Vrij Beelden, die verder bestond uit Willem Hussem, Piet Ouborg en Jan Roëde; de groep schilders koos voor experiment en abstractie, waarbij zij vrij voortbouwden op al bestaande stromingen als kubisme, surrealisme en expressionisme. De groep exposeerde regelmatig in het Stedelijk Museum van Amsterdam. Al snel na de oorlog verbleef hij vaak in Parijs waar hij het werk van de Franse abstracte schilders leerde kennen, zoals die van de 'École de Paris'; hij nam er hier viermaal deel aan de tentoonstellingen van de 'Salon des Réalités Nouvelles', waar de abstractie hoogtij vierde. In de jaren zestig en zeventig volgden twee nieuwe variaties werken, zijn materieschilderijen en de collages. Zijn vroegere ervaringen als schilderijen-restaurator vonden nu een praktische toepassing in de preparatie en behandeling van zijn materialen als verf en doek of papier, voor zijn gouaches, materiewerken en collages. Naast invloeden van de abstracte schilders uit Parijs was er ook een sterke New Yorkse gerichtheid aanwezig in het werk van Boers. 
In 1954 trouwt hij met de beeldhouwster Greet van Amstel (officiële naam: Gretha Leijden van Amstel), die door zijn stimulans ook abstracte composities gaat schilderen. Boers was ook goed bevriend met Ger Gerrits; de twee kunstenaars hadden in 1950 al samen een wandschildering uitgevoerd voor de katholieke Ambachtsschool Don Bosco, in Amsterdam Oost. Gerrits en Boers deden één paneel; Eugène Brands en Anton Rooskens het tweede. De vier vrienden exposeerden ook tijdens de groep 'Creatie' regelmatig met zijn vieren; ze waren er allemaal lid van!

## Creatie: 'Absolute Kunst'
In 1950 werd door Boers en Ger Gerrits de Amsterdamse kunstenaarsgroep 'Creatie' opgericht: de 'Vereniging tot bevordering van Absolute Kunst'. 'Absoluut' stond hierbij voor abstract, want in de groep zaten alleen abstract-werkende kunstenaars. Een aantal eerdere pogingen van Gerrits en Boers om tot een vernieuwende bundeling te komen onder de Amsterdamse kunstenaars hielden niet lang stand. Beiden waren medeorganisatoren geweest van de grote expositie in september 1945 in het deels nog lege Rijksmuseum, 'Kunst in Vrijheid' geheten. Alleen de 'goede' kunstenaars mochten daarin meedoen, dus géén leden die zich c. 1941 hadden ingeschreven bij de Kultuurkamer, ingesteld door de Duitse bezetter. Een jaar later waren beide mannen betrokken bij de oprichting van de groep 'Vrij Beelden', maar deze ging snel aan ruzies en tegenstellingen ten onder.
'Creatie' zou blijven bestaan tot 1954 en had als redactie Willy Boers, Eugène Brands en Anton Rooskens. Er waren circa 25 leden, waaronder Gerrits. In totaal heeft 'Creatie' 4 exposities georganiseerd. De triomfantelijke openingstentoonstelling was in februari/maart 1951, en werd zowel in Fodor in Amsterdam, als in Rotterdam in 't Venster gehouden. Er verscheen een viertalig manifest van de groep, met een 'ter kennismaking' van André van der Vossen, in de publicatiereeks 'Creatie no.1'. Hierin werd door Vossen verwezen naar de Absolute Kunst, refererend aan de Franse groep Abstraction Creation, die in 1931 was opgericht door Georges Vantongerloo met Theo van Doesburg, Hans Arp, Helion, Delaunay en Kupka. De Amsterdamse groep 'Creatie' was een poging om een brug te slaan tussen de abstracte kunst van voor 1940 en de nieuwe abstracte kunst na 1950; de groep viel echter al uiteen in 1954. Al snel zou haar rol worden voortgezet door de 'Liga Nieuw Beelden', een nieuwe en veel grotere vereniging die werd opgericht door architect/beeldhouwer Charles Karsten in 1955., maar daar zou Willy Boers zich niet meer bij aansluiten, in tegenstelling tot zijn vriend Ger Gerrits.

## Lidmaatschappen
- Nederlandse Federatie van Beroepsverenigingen van Kunstenaars
- Bond van Kunstenaars ter Verdediging van de Kulturele Rechten (BKVK), secretaris
- De Brug, tot 1940
- De Haagse Kunstkring, tot 1940
- Kunstenaarsvereniging De Onafhankelijken, 1929-1941; bestuurslid 1933
- Vrij Beelden, mede-oprichter 1946-1950
- Creatie, Vereniging tot bevordering van Absolute Kunst, mede-oprichter 1949-1955

## Tentoonstellingen
- 1945 Kunst In Vrijheid, Rijksmuseum Amsterdam
- 2001 Najaarsexpositie: Vrij Beelden e.a., Paol & Co. Fine Art, Hilversum
- 2002 50 van 50: Van Karel Appel tot Carel Willink, Museum Henriette Polak, Zutphen
- 2002 Focus Paris: Bekering tot abstract, Cobra Museum voor Moderne Kunst, Amstelveen